# Neocirolana salebra
Neocirolana salebra är en kräftdjursart som beskrevs av Bruce1994. Neocirolana salebra ingår i släktet Neocirolana och familjen Cirolanidae. Inga underarter finns listade i Catalogue of Life.